# 天草市立浦小学校
天草市立浦小学校（あまくさしりつ うらしょうがっこう）は、かつて熊本県天草市倉岳町浦にあった公立小学校。

## 沿革
- 1875年（明治8年）8月 - 浦尋常小学校開設
- 1887年（明治20年）7月 - 浦村簡易科教場と改称
- 1890年（明治23年）7月 - 尋常浦村小学校と改称
- 1892年（明治25年）5月 - 浦村尋常小学校と改称
- 1906年（明治39年）6月 - 浦村尋常高等小学校と改称
- 1908年（明治41年）4月 - 浦村尋常小学校と改称
- 1923年（大正12年）4月 - 浦村尋常高等小学校と改称
- 1941年（昭和16年）4月 - 浦村国民学校と改称
- 1947年（昭和22年）4月22日 - 浦村立浦小学校と改称
- 1955年（昭和30年） - 町村合併で、倉岳村立浦小学校と改称
- 1960年（昭和35年） - 町制施行で、倉岳町立浦小学校と改称
- 2006年（平成18年） - 市町村合併により天草市立浦小学校に改称
- 2008年（平成20年） - 棚底小学校、宮田小学校と統合し倉岳小学校となる

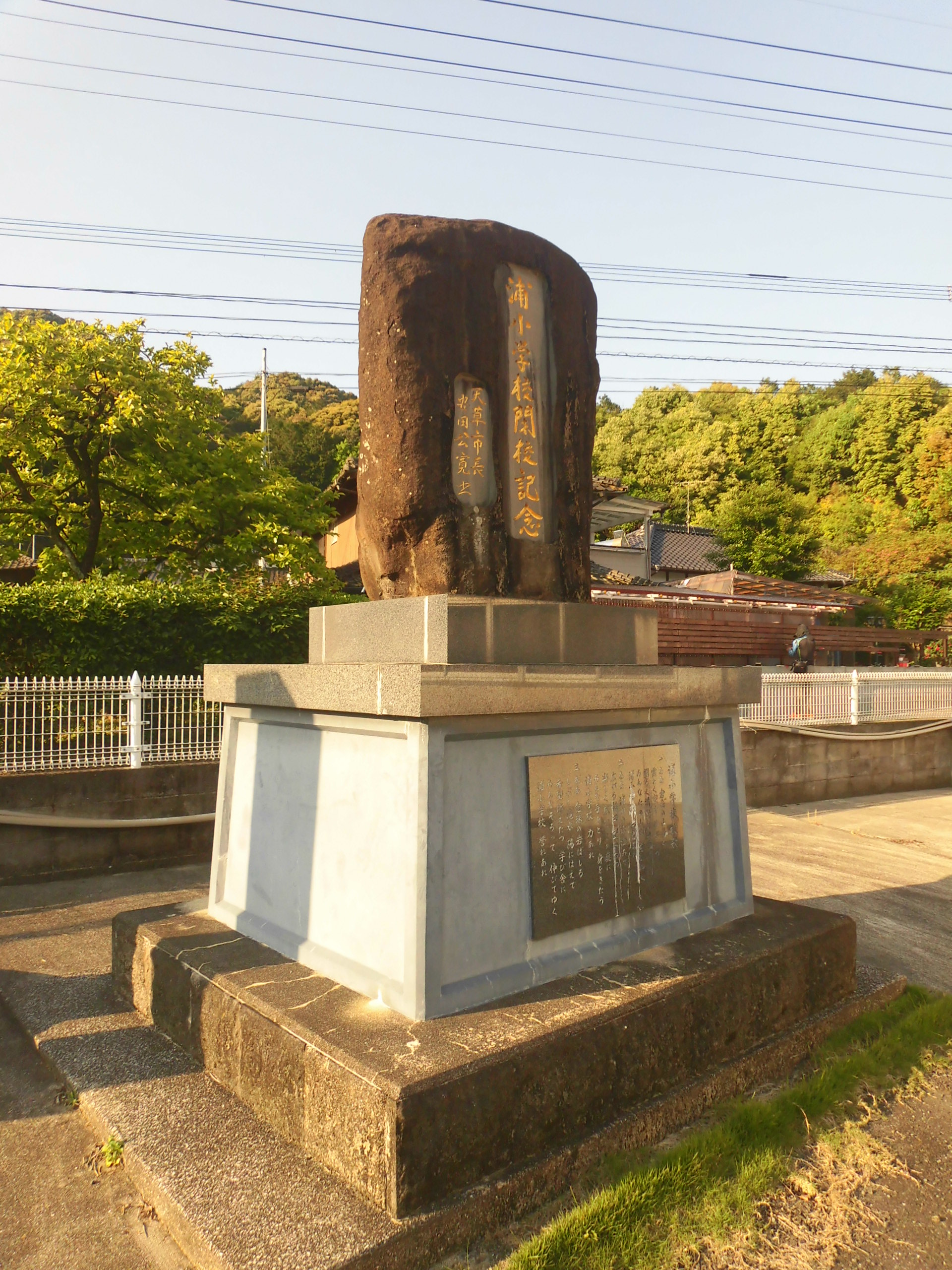
閉校記念碑